# Dancer and the Moon
Albums de Blackmore's Night
 A Knight in York
(2012) All our Yesterdays
(2015)
Dancer and the Moon est le neuvième album studio du groupe Blackmore's Night, sorti le 11 juin 2013. Il entre en position 189 au palmarès des albums Billboard des États-Unis.  Il est également nommé pour le prix NAR du meilleur album vocal de l'année. 

## Liste des titres
| No  | Titre                                                      | Auteur                                           | Durée |
| --- | ---------------------------------------------------------- | ------------------------------------------------ | ----- |
| 1.  | I Think It's Going to Rain Today (reprise de Randy Newman) | Newman                                           | 3:54  |
| 2.  | Troika                                                     | Ritchie Blackmore, Candice Night                 | 3:30  |
| 3.  | The Last Leaf                                              | Blackmore, Night                                 | 4:05  |
| 4.  | Lady in Black (reprise de Uriah Heep)                      | Ken Hensley                                      | 5:48  |
| 5.  | Minstrels in the Hall (Instrumental)                       | Blackmore                                        | 2:38  |
| 6.  | The Temple of the King (reprise de Rainbow)                | Blackmore, Ronnie James Dio                      | 4:26  |
| 7.  | Dancer and the Moon                                        | Blackmore, Night                                 | 4:55  |
| 8.  | Galliard (Instrumental)                                    | Blackmore                                        | 2:00  |
| 9.  | The Ashgrove                                               | trad.                                            | 2:21  |
| 10. | Somewhere over the Sea (The Moon Is Shining)               | Blackmore, Night                                 | 4:07  |
| 11. | The Moon Is Shining (Somewhere over the Sea)               | Blackmore, Night                                 | 6:19  |
| 12. | The Spinner's Tale                                         | trad. par Richard Cœur de Lion, Blackmore, Night | 3:30  |
| 13. | Carry On… Jon (Instrumental)                               | Blackmore                                        | 5:37  |

## Analyse des titres
I Think It's Going to Rain Today est une reprise rock d'un titre du chanteur et pianiste américain Randy Newman enregistré sur son album homonyme en 1969.
Troïka est une chanson inspirée d'airs folkloriques russes.
The Last Leaf est une ballade dans laquelle Candice Night chante et joue de la flûte sur un accompagnement de guitare acoustique et de violon.
Lady in Black est une adaptation (avec une introduction à la flûte) de la chanson du groupe de hard rock Uriah Heep sortie en 1971.
Minstrels in the Hall et Galliard sont des courtes pièces instrumentales de style médiéval/renaissance jouées par Ritchie Blackmore à la guitare acoustique avec accompagnement de tambourin, de flûte et de violon.
The Temple of the King est une reprise de Rainbow, autre groupe de Blackmore, enregistré en 1975 sur son premier album Ritchie Blackmore's Rainbow.
Dancer and the Moon est un titre d'inspiration folklorique incorporant des claquements de mains.
The Ashgrove  est l'adaptation d'une chanson traditionnelle galloise,dans laquelle Candice chante accompagnée uniquement par Ritchie à la guitare acoustique.
Somewhere over the Sea (The Moon is Shining) est une autre ballade au cours de laquelle Ritchie passe de la guitare acoustique à la guitare électrique.
The Moon is Shining (Somewhere over the Sea) est une reprise en version rock de la pièce précédente avec son titre inversé. Elle débute par une partie de claviers dans le style musique électronique. 
The Spinner's Tale est une chanson traditionnelle anglaise composée par le roi Richard Coeur de Lion. Candice Night y chante et joue de la flûte sur un accompagnement de guitare acoustique.
L'album se clôt par Carry on... Jon, une pièce instrumentale mélancolique jouée à la guitare électrique par Ritchie Blackmore, et dont le titre est en hommage à Jon Lord (claviériste de Deep Purple, ancien groupe de Blackmore) mort l'année précédente d'un cancer. Le titre se termine par un solo d'orgue Hammond joué à la manière de Jon.

## Musiciens
- Ritchie Blackmore : guitares acoustiques et électriques, nickelharpa, mandole, vielle à roue, tambourin
- Candice Night : chant principal, chant d'harmonie, bois de la Renaissance et du Moyen Âge
- Bard David of Larchmont (David Baranowski[7]) : claviers et chœurs
- Lady Kelly DeWinter (Kelly Morris[8]) : chant d'harmonie, cor français
- Earl Grey of Chimay  (Mike Clemente[9]) : basse et guitare rythmique
- Scarlet Fiddler (Claire Smith[10]) : violon
- Troubadour of Aberdeen (David Keith[11]) : percussions
- Pat Regan : producteur, ingénieur du son et arrangements orchestraux

A noter la présence sur cet album de la première apparition de la violoniste Scarlett Fiddler ainsi que du percussionniste Troubadour of Aberdeen (David Keith), lequel en 2015 deviendra batteur du groupe Rainbow, reformé par Ritchie Blackmore. Cet album marque également l'unique participation de la chanteuse et joueuse de cor Lady Kelly DeWinter (Kelly Morris) qui quittera le groupe en novembre pour vivre en Floride avec son mari afin de se lancer tous deux dans une carrière d'acteurs, comme elle l'explique sur son compte Facebook : « [Les membres de Blackmore's Night] ont été professionnels et gentils dans ma décision [...] J'essaie de les aider à trouver une autre incroyable chanteuse d'harmonie et je souhaite aux membres du groupe le meilleur. Ce fut vraiment un honneur de jouer avec eux tous. »

## Classement
| Chart (2013)                                   | Position |
| ---------------------------------------------- | -------- |
| Autriche (Ö3 Austria)                          | 39       |
| Belgique (Ultratop Flanders)                   | 151      |
| Belgique (Ultratop Wallonia)                   | 85       |
| République tchèque (ČNS IFPI)                  | 29       |
| Pays-Bas (MegaCharts)                          | 102      |
| Finlande (MegaCharts)                          | 31       |
| Allemagne (Offizielle Top 100)                 | 13       |
| Hongrie (Mahasz)                               | 21       |
| Norvège (VG-lista)                             | 24       |
| Suède (Sverigetopplistan)                      | 22       |
| Suisse (Schweizer Hitparade)                   | 40       |
| Royaume-Uni (OCC)                              | 83       |
| États-Unis Billboard 200                       | 189      |
| États-Unis Independent Albums (en) (Billboard) | 40       |
| États-Unis New Age Albums (Billboard)          | 3        |